# آوازهای سرزمین مادری‌ام
آوازهای سرزمین مادری‌ام با نام بین‌المللی «Marooned in Iraq» (گم‌گشته در عراق) دومین فیلم بلند بهمن قبادی پس از فیلم زمانی برای مستی اسب‌ها است. ۶۰ درصد این فیلم در ایران و ۴۰ درصد دیگر آن در عراق و اقلیم کردستان فیلمبرداری شده‌است. حسین رامه مدیر تولید فیلم و موسیقی فیلم ساختهٔ ارسلان کامکار است.

## خلاصهٔ داستان
در سال‌های بعد از جنگ ایران و عراق، هنگامی که عراق کردستان خود را بمباران می‌کرد، یک خوانندهٔ پیر کرد ایرانی به همراه پسران نوازنده‌اش در جستجوی همسر سابقش به نام هناره، که یک خوانندهٔ پرآوازه است به کردستان عراق سفر می‌کند.

## بازیگران
- شهاب الدن ابراهیمی
- الله مراد رشتیانی
- فائقه ره چی
- روژان حسینی
- شیلا رحمانی
- ایران قبادی

## جایزه‌ها
- لوح زرین جشنوارهٔ فیلم شیکاگو (۲۰۰۲)
- جایزهٔ François Chalais جشنوارهٔ فیلم کن (۲۰۰۲)
- جایزهٔ هیئت داوران جشنوارهٔ فیلم سائو پائولو (۲۰۰۲)
- بهترین فیلم جشنوارهٔ سروینو ایتالیا (۲۰۰۲)
- جایزهٔ چهارمین جشنوارهٔ حقوق بشر بوئنوس آیرس